# Symphyta colpodes
Symphyta colpodes är en fjärilsart som beskrevs av Turner 1924. Symphyta colpodes ingår i släktet Symphyta och familjen ädelspinnare. Inga underarter finns listade i Catalogue of Life.